# Tom Saunders
Thomas William ("Tom") Saunders (Detroit, 21 april 1938 – Grosse Pointe Park, 13 februari 2010) was een Amerikaanse muzikant (kornettist en zanger) en bandleider in de dixielandjazz.

## Biografie
Saunders behoorde meer dan veertig jaar tot het hotjazzcircuit van Detroit, hij werd vooral bekend als leider van de Detroit Jazz All-Stars. Hij speelde vanaf zijn zevende kornet, toen hij negen was trad hij al op in de band van zijn broer en op zijn dertiende begon hij een eigen groep. Na zijn diensttijd in de marine toerde Saunders met Pee Wee Hunt en met zijn idool Wild Bill Davison. In 1965 werkte hij mee aan Davisons album Surfside Jazz. In de jaren 60 en 70 speelde hij met zijn groep The Surfside Six. In de jaren 80 trad hij als solist met eigen groepen op tijdens jazzfestivals en op jazzfeestjes. In de jaren 90 richtte hij de Wild Bill Davison Legacy Band op, waarin Bill Allred, Johnny Varro, Chuck Hedges, Danny Moss, Marty Grosz, Isla Eckinger en Butch Miles speelden.
Saunders werkte mee aan opnamen van Cleff Leeman en Jeanie Lambert en speelde in Engeland in de Alex Welsh Tribute Jazz Band. In 2002 werd hij geëerd met de Sacramento Jazz Jubilee Emperor.
De kornettist moet niet verwisseld worden met zijn neef, de gelijknamige tubaïst en bassist uit New Orleans.

## Discografie
- International Chicago-Jazz Orchestra: That's a Plenty (JHM, 2001) met Heinz Bigler, Bill Allred, Johnny Varro, Isla Eckinger, Rolf Rebmann
- Tom Saunders' Midwest All Stars Live at the Firefly (PKO, 2003)
- Tom Saunders' Midwest All Stars Live at the Firefly Volume 2 (PKO, 2003)

## Lexicon
- Richard Cook & Brian Morton: The Penguin Guide to Jazz on CD 6de editie. ISBN 0-14-051521-6.